# Joschi Anzinger
Joschi Anzinger (* 27. Dezember 1958 in Lichtenberg) ist ein österreichischer Mundartautor.

## Leben und Wirken
Joschi Anzinger ist hauptberuflich Angestellter der Linz AG. Er verfasst Dialektgedichte, Prosa, Satiren und surreale Resonanzen in Mühlviertler Mundart und publizierte zahlreiche Bücher. Bekannt wurde er in der oberösterreichischen Literaturszene vor allem durch „S’Mühlviaddla Nibelungenliad“ und „Granidd fausdd“. Anzinger ist Vorstandsmitglied des Stelzhamerbundes und tritt auch bei diversen Volkskultur-Veranstaltungen als Erzähler und Sprecher auf. 

## Publikationen
- „dialekt dialog“ (1000 Senku Gedichte gemeinsam mit Hans Kumpfmüller, 1996)
- „ghead und xeng“ (Resistenz Verlag, 2000)
- „du teil von mir“ (Resistenz, 2002)
- „ned mea und ned weniga“ (Resistenz, 2004)
- Pöstlingberger Trilogie (Edition Innsalz): „oadeiddi zwoadeiddi“ (2005), „eisn en feia“ (2006), „gounz oda goaned“ (2007)
- Hör- und Lesebücher (Bibliothek der Provinz, Weitra): „s mühlviaddla nibelungenliad“ (2009), „GRANIDD fausdd“ (2011), “da GRANIDD fausdd – taö zwoa” (2013)

## Auszeichnungen
- Franz-Stelzhamer-Preis (2015)